# Estação Kléber
Kléber é uma estação da linha 6 do Metrô de Paris, localizada no 16.º arrondissement de Paris.

## História
A estação foi aberta em 2 de outubro de 1900, na antiga linha 2 sud entre Étoile e Trocadéro. Seu nome vem da avenue Kléber no início da qual ela está implantada. Quando houve a pneumatização da linha 6 em 1974, a estação foi reformulada com a adição de duas vias laterais de ambos os lados das plataformas.
Em 2011, 1 150 016 passageiros entraram nesta estação. Ela viu entrar 1 260 051 passageiros em 2013, o que a coloca na 286ª posição das estações de metrô por sua frequência em 302.

## Serviços aos Passageiros

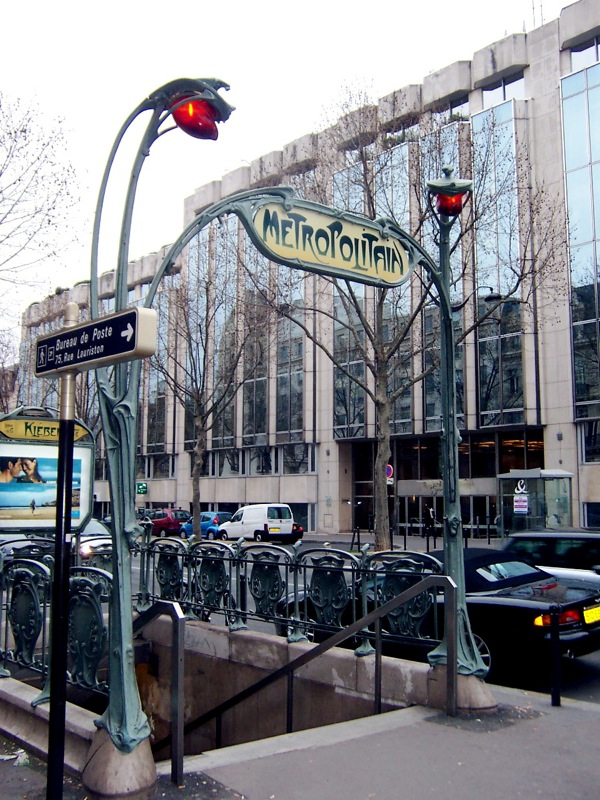
Entrada da estação, de estilo Guimard

### Plataformas
A estação está equipada com quatro vias nas plataformas, para assumir o papel de terminal técnico. Ela é utilizada por uma parada prolongada dos trens antes ou depois de sua passagem no terminal de Charles de Gaulle - Étoile em função dos tempos necessários de regulação e de pausa para os condutores. O terminal "comercial" de Charles de Gaulle - Étoile é muito restrito para ser capaz de desempenhar esse papel de forma eficaz.

### Intermodalidade
A estação é servida pelas linhas 22 e 30 de rede de ônibus RATP e, à noite, pela linha N53 da rede de ônibus Noctilien.